# Menandre I
Menandre I o Menandre I Sòter (també esmentat com Menandre de Bactriana i a les fonts índies com Milinda) (Menander, Μένανδρος) fou rei indogrec (sembla que mai va governar a tota Bactriana) vers 150 aC a 135 aC. Segons Estrabó fou un dels reis més poderosos i el que va fer les més gran conquestes a l'Índia. Plutarc diu que va regnar amb suavitat i justícia i que fou popular entre els seus súbdits i quan va morir les diverses ciutats es van repartir les seves restes per ser honorades en cadascuna d'elles. Estrabó assegura que va conquerir les terres darrere els Hypanis (Sutlej) i es va apoderar del districte de Patalene a la desembocadura de l'Indus, conquestes que sembla apareixien al llibre de Pompeu Troge però no foren reproduïdes per Justí.

## Trets generals
Els seus territoris cobrien la part oriental dels dominis dels reis grecs de Bactriana i s'estenien pel modern Pakistan, Himachal Pradesh i Jammu. La seva capital hauria estat Sagala, una pròspera ciutat al nord del Panjab. És dels pocs reis de Bactriana esmentat per autors grecs com Apol·lodor d'Artemita, citat per Estrabó, que diu que els grecs de Bactriana foren encara més grans conqueridors que Alexandre el Gran i que Menandre fou un dels reis (l'altra fou Demetri I de Bactriana) que van estendre el poder grec a l'Índia. Apol·lodor diu que va arribar a la regió de la Patalene a la desembocadura de l'Indus i va dominar la resta de la costa que formava l'anomenat regne de Saraostus i Sigerdis.). Estrabó fins i tot afirma que les conquestes gregues es van estendre pel Ganges i van arribar a Pataliputra al nord-est de l'Índia (moderna Patna)

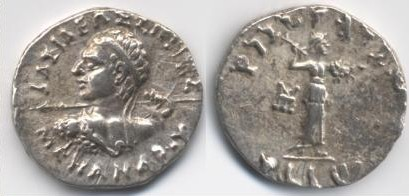
dracma de plata de Menandre I (vers 155-130 aC)

Les fonts índies descriuen els atacs grecs a Mathura a l'Uttar Pradesh, Panchala, Saketa i Pataliputra. Aquest és el cas de la menció de la invasió que fa Patanjali (un cronista indi) vers 150 aC, i les del Yuga Purana, on es descriuen esdeveniments històrics en forma de profecia:
"Després de conquerir Saketa, el país de Panchala i Mathura, els yavanes (grecs), agosserats i valents van avançar cap a Kusumadhvaja; van arribar a les fortificacions de Pataliputra i totes les províncies estaven en desorde; finalment es va lliurar una gran batalla amb màquines de setge." (Gargi-Samhita, Yuga Purana capítol 5).
A l'oest Menandre hauria rebutjat la invasió de la dinastia eucràtida, expulsant aquesta dinastia dels Paropamísades, consolidant el govern dels reis grecs a la part nord del subcontinent.
El seu regnat fou llarg i reeixit. S'han trobat nombroses monedes que el testimoni la prosperitat i l'extensió de l'imperi (s'han trobat monedes seves fins i tot a la Gran Bretanya a causa del comerç) i és el rei del qual s'han trobat més monedes. Les dates del seu regnat i el seu origen són no obstant incerts. Els historiadors pensen generalment que era un nebot o un antic general de Demetri I de Bactriana, però els dos reis estarien separats per uns trenta anys; el seu predecessor al Panjab hauria estat Apol·lodot I. El seu imperi va subsistir de manera més reduïda fins a l'any 10 dC. El Periplus de la mar Eritrea al segle I o II encara testimonia la influència de Menandre i els grecs a l'Índia, i esmenta tres reis: Alexandre el Gran (que mai va arribar més enllà de l'Indus), Apol·lodot I (que anomena Apol·lodor, i Menandes.
Menandre fou el primer que va incloure la imatge d'Atenea a les seves monedes; era Atenea Alkidemos (Atenea Pal·les), probablement perquè aquesta deïtat era la que tenia una estàtua a Pel·la, capital del regne de Macedònia; després el model fou adoptat per diversos reis indogrecs.

## Menandre i el budisme

### El Milinda Panha
Segons la tradició Menandre va adoptar la religió budista, segons es descriu al Milinda Panha, un text clàssic budista que mostre les discussions entre Milinda (Menandre) i el savi budista Nāgasena. Es diu que l'acompanyaven sempre una guàrdia de 500 soldats grecs ("Yonaka") i dos dels seus consellers portaven els nom de Demetri i Antíoc; aquestes discussions eren conegudes pels grecs antics com a "sozo".

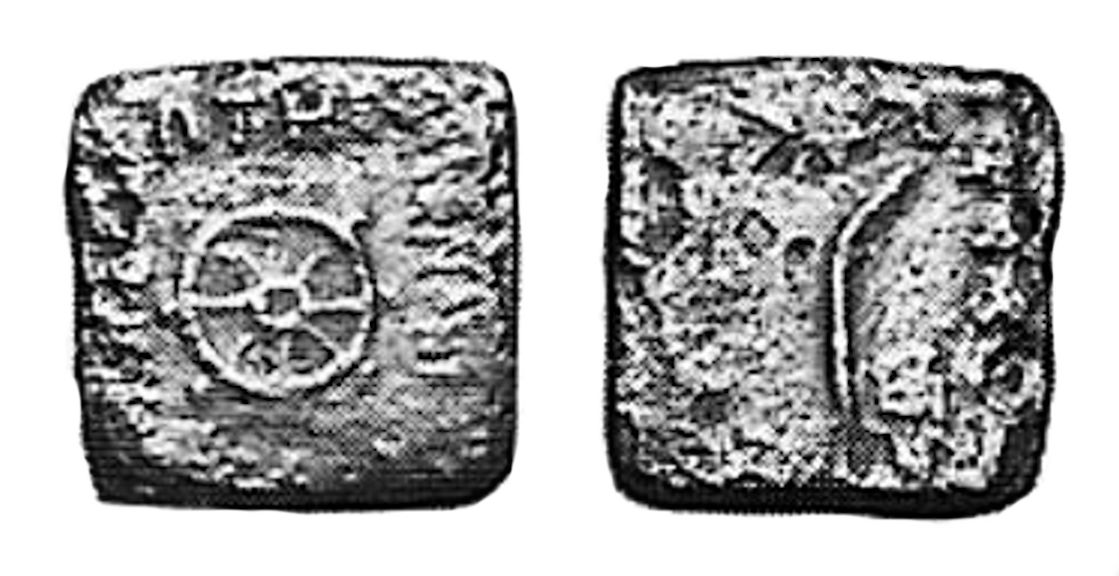
Moneda de bronze de Menandre I amb la roda budista

Al Milinda Panha, Menandre és presentat com rei de la ciutat de Sâgala, de nom Milinda, coneixedor, eloqüent, savi i capacitat i un observador fidel que en els moments precisos de les cerimònies aportava els seus himnes sagrats amb referències a coses del passat, present i futur. El llibre diu que fou convertit per Nagasena i que llavors va cedir el regne al seu fill i es va retirar del món. No hi ha cap altra referència a una abdicació de Menandre, però segons les monedes el més probable és que hagués mort sent rei deixant el tron a la seva vídua Agatoclea com a regent del seu fill Estrató I que era menor. A la seva mort el regne es va fragmentar.

### Altres referències de les fonts índies
- Un relleu d'una stupa budista a Bharhut, a l'est de Madhya Pradesh (avui al Museu de Calcuta), representa un soldat estranger amb pentinat grec i banda reial al cap amb els extrems com un rei grec i a la mà dreta una branca simbolitzant a Dionís; els vestits són clarament hel·lènics, i a l'espasa apareix el símbol budista de les tres joies.

- A relicari budista a Bajaur amb una dedicatòria que parla del "14è dia del mes de Kārttika del regnat de Mahārāja Minadra" ("Gran rei Menandre")

- Segons una font singalesa, el Mahavamsa, monjos grecs haurien propagat el budisme en temps de Menandre. El yona (grec) Mahadhammarakkhita (singalès Mahadharmaraksita) es diu que va venir d'"Alasandra" (que podria ser Alexandria del Caucas, prop de Kabul, amb 30.000 monjos per la fundació de la cerimònia del Maha Thupa ("Gran stupa") a Anuradhapura a Ceilan, al segle ii aC.

## Monedes de Menandre
Menandre va deixar un gran nombre de monedes de plata i bronze, més que cap altre rei; en el seu regnat es va produir la fusió dels models grecs i indis. les monedes porten la inscripció en grec: ΒΑΣΙΛΕΩΣ ΣΩΤΗΡΟΣ ΜΕΝΑΝΔΡΟΥ (BASILEOS SOTEROS MENANDROU), i en kharosthi: MAHARAJA TRATASA MENADRASA.

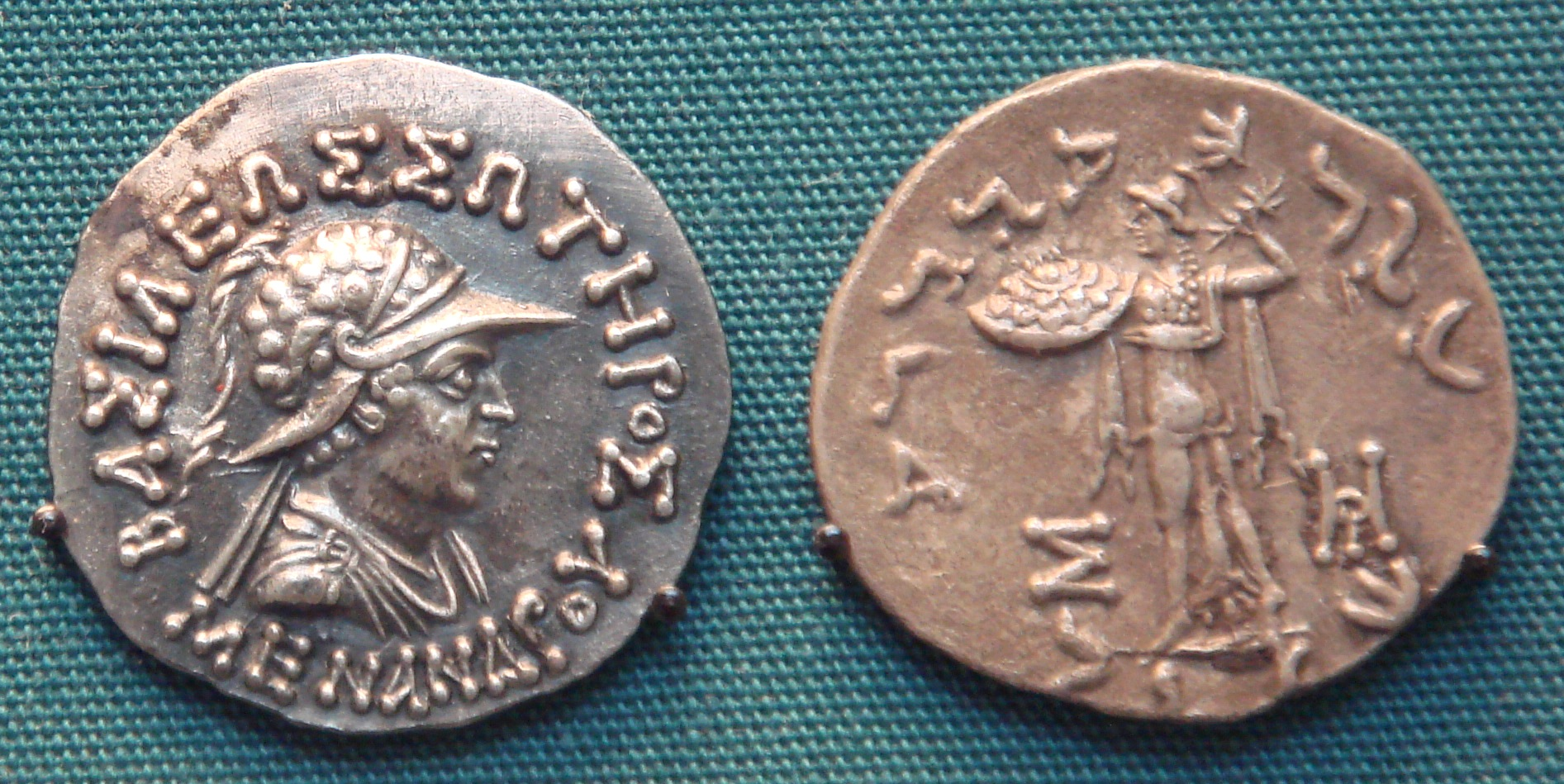
Moneda de plata amb Atena al revers. Museu Britànic.

A les sèries mitjanes del seu regnat va introduir el símbol d'Atena Alkidemos amb un rellamp, emblema utilitzat després pels seus successor i emblema dels Antigònides de Macedònia. Aquestos canvis van ser probablement deguts a l'adaptació de les monedes d'Eucràtides I que havia conquerit les províncies occidentals del regne, que s'interpreta per Bopearachchi com a senyal que Menandre havia reconquerit aquestos territoris a la mort d'Eucràtides.

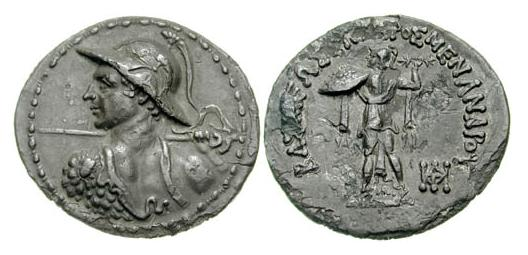
Tetradracma de Menandre I (fabrica d'Alexandria Kapisa)

. Va encunyar algunes monedes monolingües en grec que s'ha pensat que només eren usades a Bactriana (on van ser trobades) potser per demostrar la victòria de Menandre i el seu dret a tot el regne.

## Menandre II un rei deferent
Un altre rei porta el nom de Menandre (Dikaios, el Just) i hauria governat al Panjab vers el 100 aC. Anteriorment es pensava que només havia existit un rei Menandre i que havia canviat el seu adjectiu o que havia estat expulsat dels dominis occidentals; això es pensava, ja que la imatge del rei a les monedes era similar, i Menandre II generalment apareixia més vell que Menandre I; les monedes de Menandre II mostraven signes budistes el que el relacionava amb la conversió esmentada al Milinda Panha; i Dikaois fou interpretat en escriptura kharosthi com Dharmikasa, seguidor de Dharma, que reforçava la identificació amb el rei budista. Però els modern numismàtics han mostrat les diferències entre les monedes, estil, monogrames i llocs, el que assenyala dos governants diferents. Menandre II seria potser descendent de Menandre I i els símbols budistes ferien referència a la conversió del seu ancestre.

## Mort de Menandre
Plutarc diu que Menandre va morir en un campament mentre estava en campanya, i diu que fou un rei benevolent; les ciutats del regne es van disputar el seu enterrament i finalment es van repartir les restes per posar.les en monuments, segurament stupes. Sembla que tot i els seus èxits militars, als darrers anys de la seva vida va enfrontar una guerra civil contra Zoilos que va regnar a Gandhara; això s'intueix perquè Menandre va regravar una moneda de Zoilos. El Milinda Panha també dona suport a la posició precària de Menandre al final del regnat quan diu que era atacat per nombrosos enemics en un territori reduït

### Teories sobre els successors de Menandre
Menandre fou el darrer rei indogrec esmentat per historiadors antics i, per tant, els fets que van seguir la seva mort són gairebé desconeguts. Una visió tradicional defensada per W.W. Tarn i Boppearachchi, suposa que Menandre fou succeït per la seva vídua Agatoclea de Bactriana com a regent del seu fill menor Estrató I fins que aquest va arribar a la majoria i va assolir el govern. Estrató utilitza el mateix revers de moneda que Menandre i també el títol Sòter (el Salvador)
Segons aquest relat Estrató i Agatoclea només es van poder sostenir a la part oriental, Panjab i a vegades Gandhara. Paropamísadaes i Pushkalavati (Peshawar) van quedar en poder de Zoilos I. Contra aquesta visió, R.C. Senior i altres numismàtics com David Bivar suggereixen que Estrató I hauria governat dècades després de Menandre, ja que els monogrames d'Agatoclea i Estrató són molt diferents dels de Menandre i les superposicions i els resultats de l'acumulació també els associen a reis posteriors; en aquest escenari Menandre hauria estat succeït pel seu fill Trasó del que només es coneix una moneda. Assassinat Trasó, el rival Zoilos o un rei de nom Lísies s'haurien apoderat del govern. La dinastia de Menandre fou així destronada i no va recuperar el control fins que el seu parent Nícies es va alçar amb el poder a la vall del riu Kabul.

### Geografia
A l'època clàssica fins al segle i, es va dir "Menander Mons", o "Muntanyes de Menandre" a la serralada a l'extrem est del subcontinent, les modernes muntanyes Naga i Serralada de l'Arakan. Així ho diu Claudi Ptolemeu, geògraf del segle i.